# 成嶋徹
成嶋 徹（なるしま とおる、1984年5月9日 - ）は、日本の鉄道員、パラアスリート。JR東日本所属。
ブログやペンネームで自らを名乗る際には駅員スイマーを自称している。

## 経歴
生後3カ月でオリエール病と診断される。
2015年パラ競泳を開始。
2015紀の国わかやま第15回全国障害者スポーツ大会　25ｍ自由形　優勝/50ｍ自由形　優勝。
パラアスリートとして、メディア、雑誌など、掲載される。
ライオンズクラブ、スポーツ能力発見協会からDOSAパラエール、リクルートでアスリート支援を手かげるパラリングの支援をうける。
2020年度パラローイングの指定選手に到達した。